# Jüdischer Friedhof (Klein Freden)

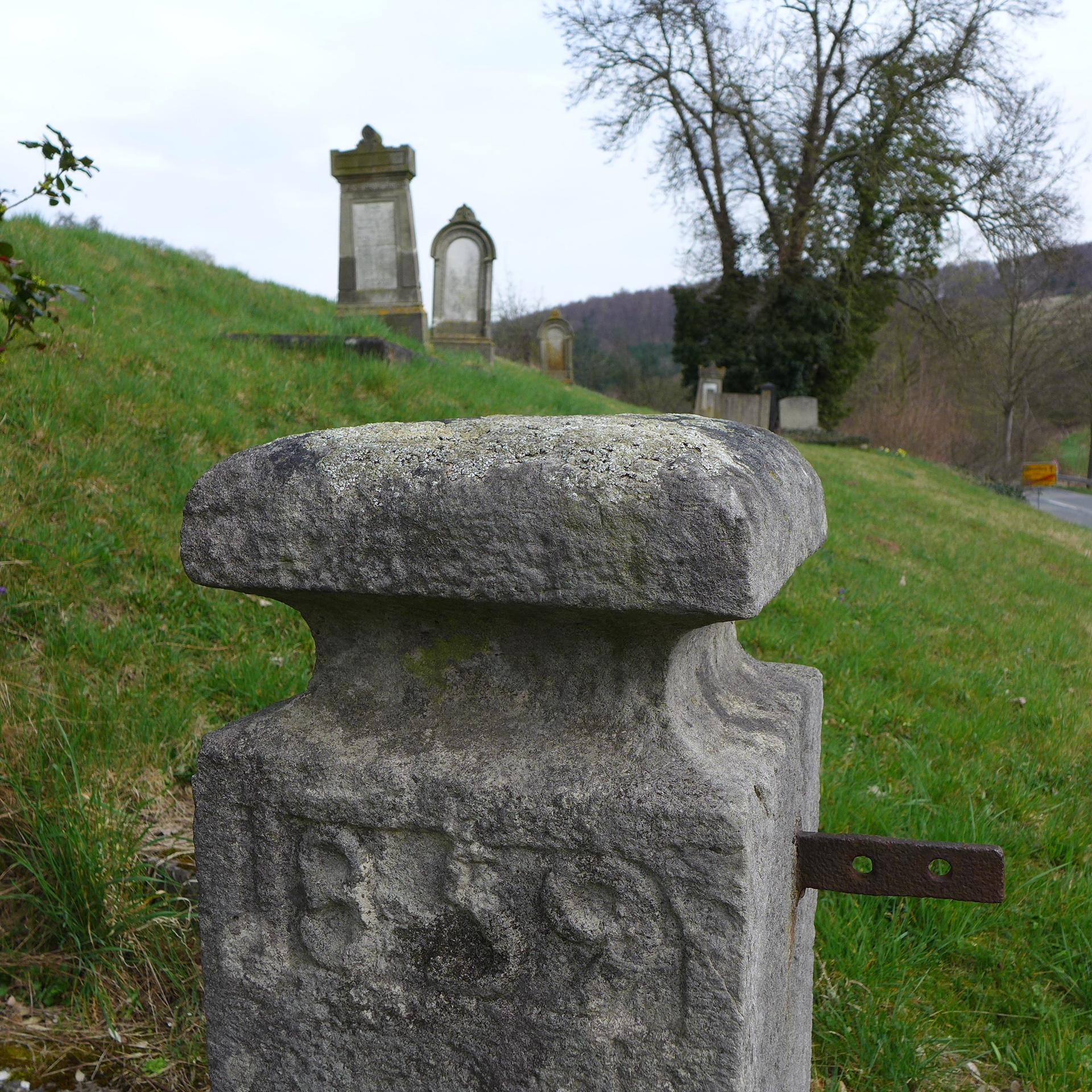
Der jüdische Friedhof in Klein Freden (2014)

Der Jüdische Friedhof Klein Freden ist ein jüdischer Friedhof in der Gemeinde Freden (Leine) im niedersächsischen Landkreis Hildesheim. Er ist ein geschütztes Kulturdenkmal.
Auf dem 218 m² großen Friedhof an der Winzenburger Straße/An der Weglange, der ab 1859 belegt wurde, sind acht Doppelgräber mit acht (nach anderen Angaben sieben) Grabsteinen erhalten. Der Friedhof wurde 1957 instand gesetzt. Er befindet sich in Privatbesitz.